# Villino Bonazzi
Il Villino Bonazzi, noto anche come Villa Pernigotti, è un edificio situato in viale Giovanni Rustici 8, ad angolo con viale Magenta, a Parma, nel quartiere Cittadella.
Grazie alla ricercatezza dei dettagli e alla spettacolarità delle soluzioni adottate dal progettista Mario Stocchi Monti, è considerato uno degli esempi più importanti dell'Art Nouveau nella città emiliana, nonché uno dei più tipici dell'architettura liberty in Italia.

## Storia
L'edificio, suddiviso in tre appartamenti, fu eretto nel 1911 per volere della famiglia Bonazzi, all'angolo tra il lungoparma Giovanni Rustici e viale Magenta, all'interno di una lottizzazione destinata alla costruzione di villini privati promossa dal Comune di Parma nel 1910; la zona all'epoca si trovava ai margini della città, sul confine settentrionale del vasto campo di Marte della Cittadella, che nei tre decenni seguenti fu frazionato in numerosi lotti residenziali.
Il progetto fu affidato all'architetto parmigiano Mario Stocchi Monti, che, in un'epoca ancora dominata a Parma dall'eclettismo, trasse ispirazione dal recente stile Art Nouveau di derivazione franco-belga, declinato nella Casa Fenoglio-Lafleur di Torino dell'architetto Pietro Fenoglio.

## Descrizione

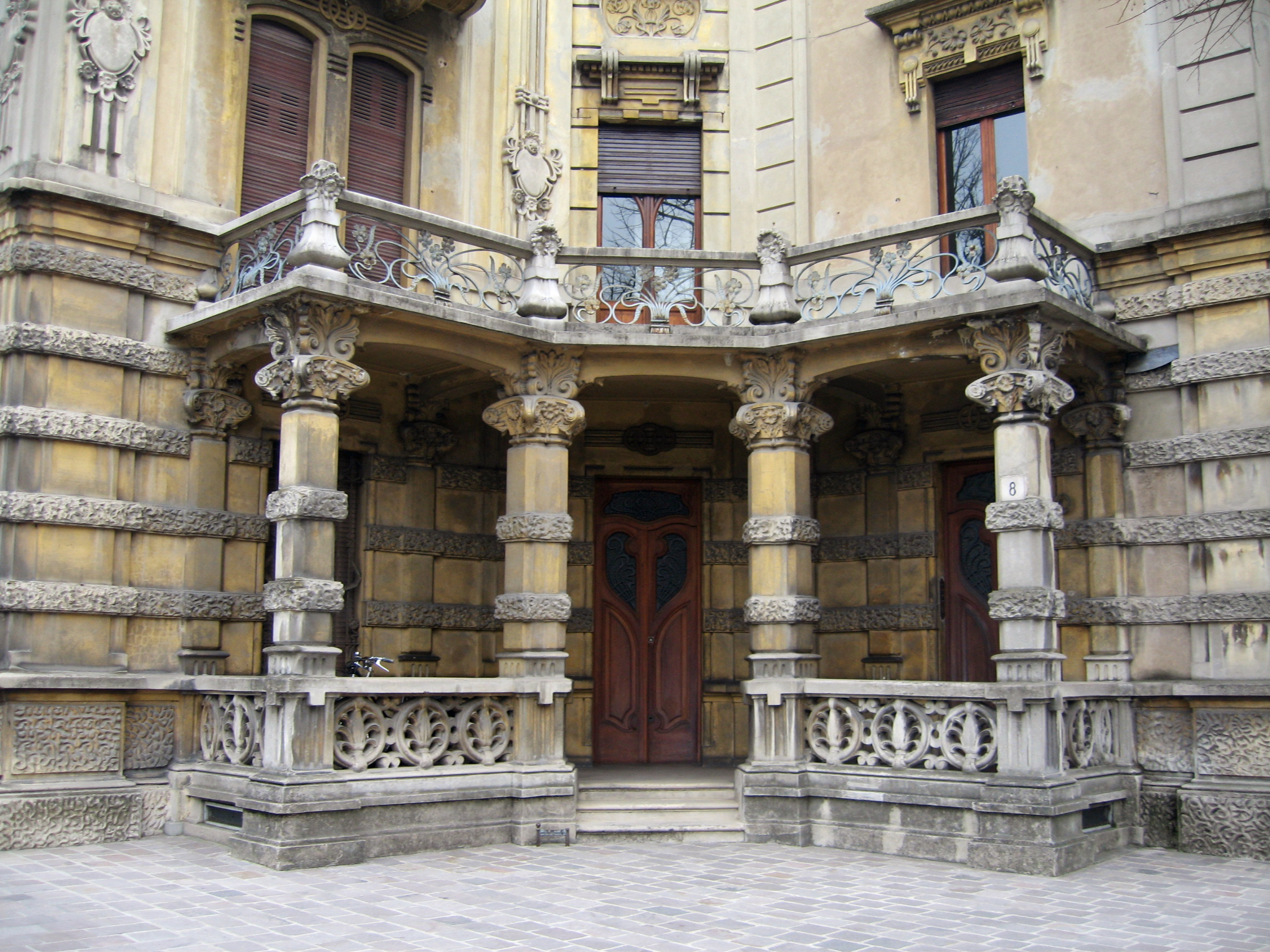
Portico d'ingresso

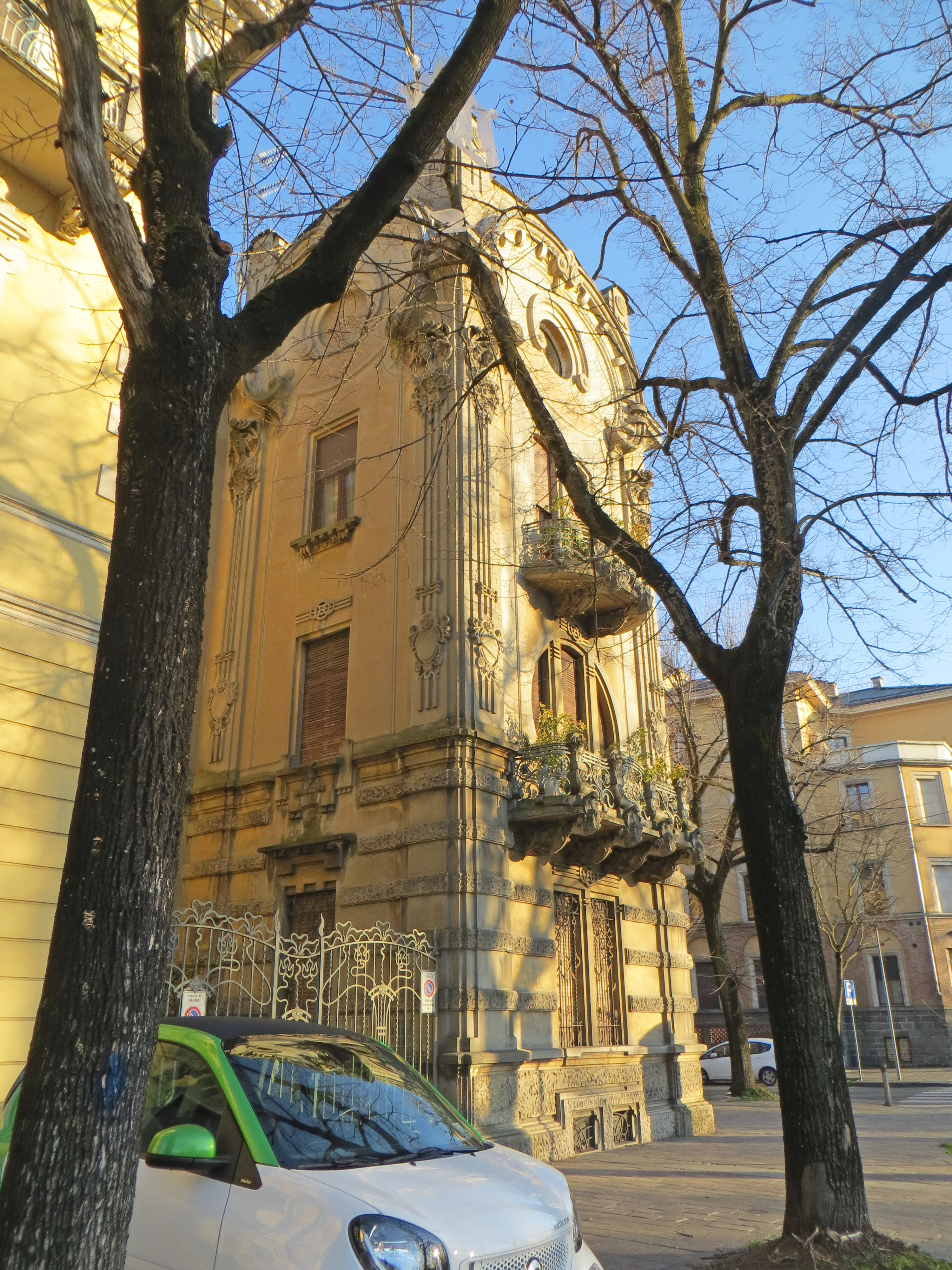
Torretta

Il nucleo principale del villino si estende su una pianta rettangolare ed è parzialmente affiancato sul lato ovest dalla torretta a base quadrata.

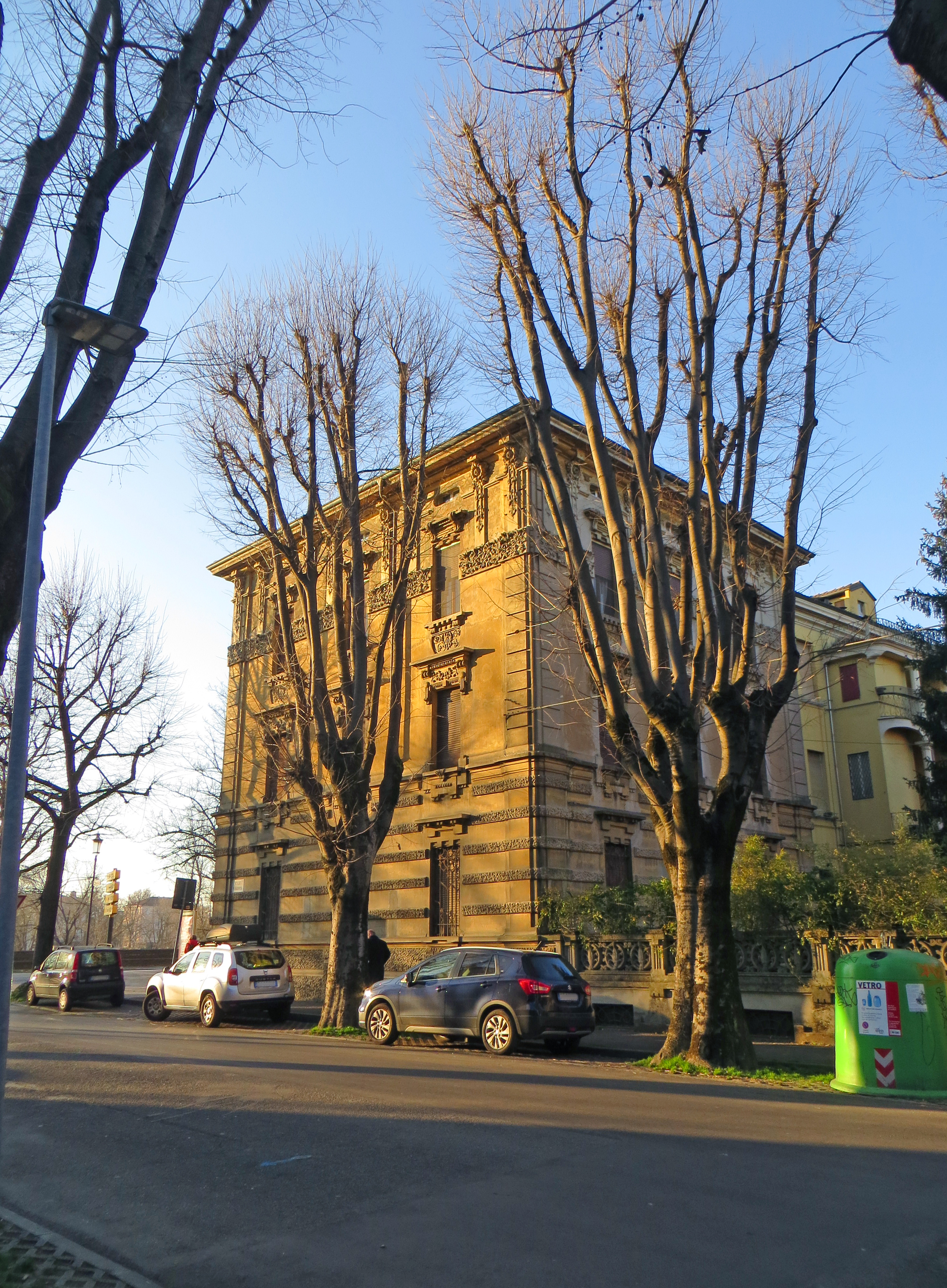
Lati sud ed est

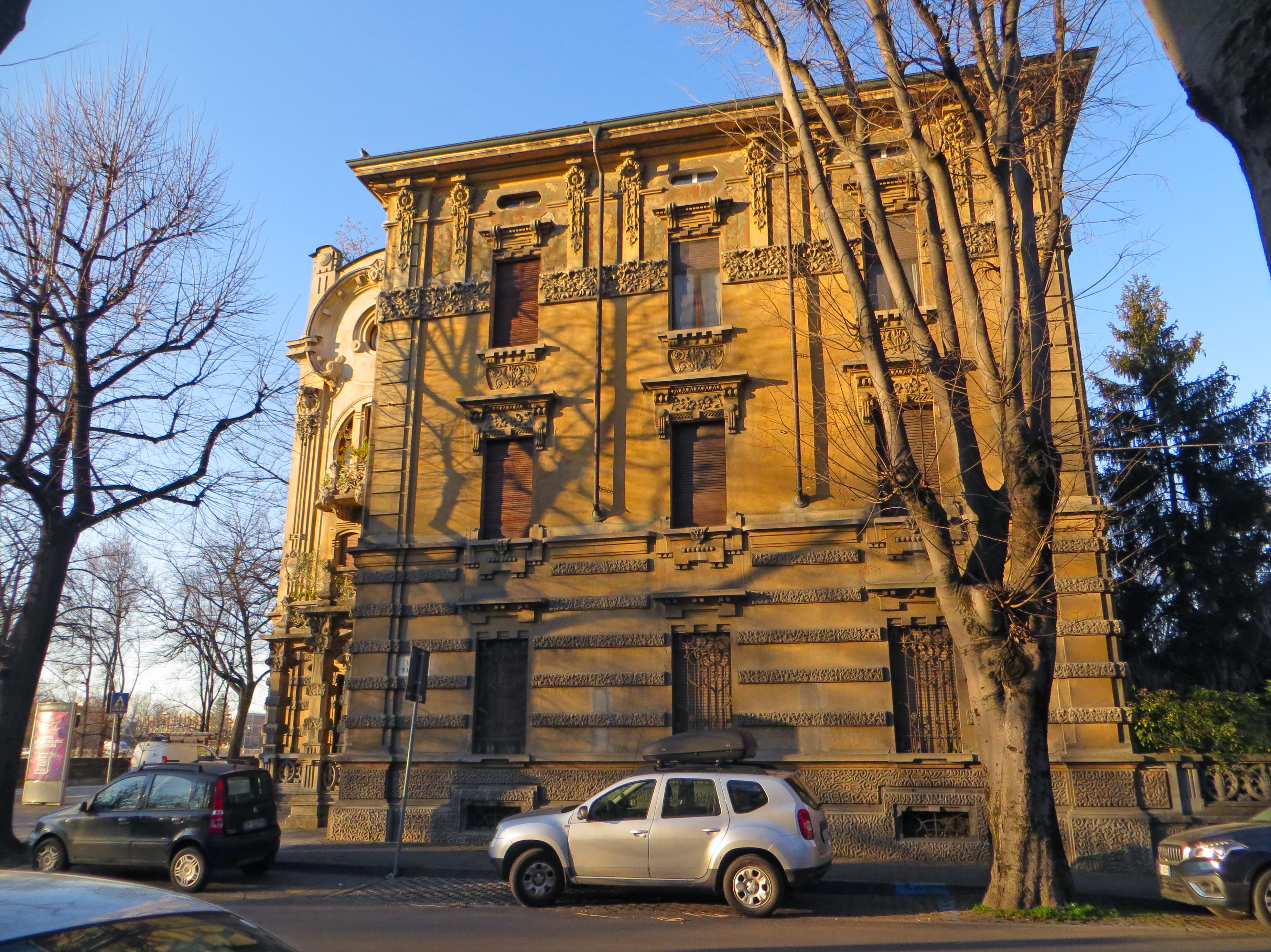
Lato sud

L'asimmetrico edificio si erge su tre livelli principali fuori terra, oltre al seminterrato e al sottotetto. Il livello terreno presenta una serie di fasce orizzontali in rilievo. Il portico angolare d'ingresso, rivolto verso l'incrocio tra le due strade, è collocato sullo spigolo interno posto all'innesto tra i due corpi di fabbrica, raccordati attraverso una breve facciata obliqua; raggiungibile nel mezzo attraverso alcuni gradini obliqui, è chiuso lateralmente da una balaustra ed è sostenuto da quattro pilastri, decorati a fasce orizzontali in rilievo e coronati da elaborati capitelli con volute; al suo interno sono posti i due portali d'ingresso, caratterizzati dalle porte lignee ornate con decorazioni floreali, e una finestra. Superiormente è posto il balcone angolare del primo piano, arricchito da una ringhiera in ferro battuto di gusto liberty; le finestre sono coronate da architravi in aggetto, retti da mensole scanalate. In sommità, sul corpo principale corre un'alta fascia dipinta con una serie di margherite, scandita da lesene. Numerose sono le decorazioni floreali in rilievo, presenti sui capitelli, sulle fasce, sulle balaustre, sulle ringhiere, sugli architravi e sulle lesene.
La torretta, illuminata ai primi tre livelli da bifore e trifore curvilinee, è ornata sugli spigoli con alte lesene scanalate, coronate da medaglioni con fiori e volti femminili in rilievo; sul lato ovest si trovano due balconi a pianta semicircolare, chiusi da ringhiere liberty in ferro battuto. In sommità, ognuno dei tre prospetti si conclude con un frontone ovale con cornice spezzata, al cui centro si apre un oculo di forma analoga.
All'interno il vano scala presenta una ringhiera in ferro battuto ornata con motivi floreali e dà accesso ai tre appartamenti, posti sui tre piani principali.